# Afrikansk filosofi
Afrikansk filosofi er filosofi, der stammer fra det afrikanske kontinent og mere eller mindre betjener sig af en afrikansk kulturopfattelse.
Afrikansk filosofi henviser således til de forskelligartede filosofiske traditioner, der er opstået på tværs af det afrikanske kontinent. Den omfatter en bred vifte af tankesystemer, overbevisninger, værdier og kulturelle praksisser, der er blevet udviklet af forskellige afrikanske samfund og kulturer gennem historien. Afrikansk filosofi er ikke et ensartet system, men snarere en samling af distinkte filosofiske perspektiver, som er formet af kontinentets talrige sproglige, kulturelle og historiske sammenhænge. Den afrikanske filosofis historie går helt tilbage til oldtiden. De senere år er der blevet større fokus på, at Afrika har en særlig og selvstændig filosofisk tradition.
Flere afrikanske filosoffer har dog også mest haft en betydning for den vestlige filosofi. Vigtige afrikanske filosoffer, der har haft en indflydelse i Vesten er Augustin og Albert Camus samt Jacques Derrida, Plotin, og John McDowell.

## Vestligt orienterede filosoffer af afrikansk oprindelse

### Augustin
Aurelius Augustin kom fra Nordafrika og blev kristendommens vigtigste filosof. Han endte som biskop i Nordafrika.

### Albert Camus
Albert Camus kom fra Algeriet og blev en vigtig del af den eksistentielle filosofi. Han grundlagde absurdismen, der forstod tilværelsen som absurd.

## Ubuntu filosofi
Ubuntu filosofi er den mest kendte egentlige afrikanske filosofi. Det er en humanistisk filosofi, der stammer fra det sydlige Afrika. Den lægger særlig vægt på de menneskelige relationer. En almindelig definition giver det betydningen af "den iboende kvalitet af at være en person blandt andre mennesker". Udtrykket ubuntu er ofte knyttet til ordsproget "Umuntu ngumuntu ngabantu", hvilket betyder omtrent: "Jeg er hvad jeg er, fordi du er, hvad du er", eller på en mere bogstavelig måde: "Jeg er hvad jeg er takket være, hvad vi alle er ”. Man kan forstå begrebet Ubuntu som "menneskelighed over for andre" eller "Jeg er, fordi vi er".
Ubuntu stammer fra flere afrikanske kulturer, især fra det sydlige Afrika, herunder Sydafrika, Zimbabwe og Zambia. Det er en traditionel afrikansk filosofi, der understreger menneskehedens indbyrdes forbundne sammenhæng og vigtigheden af fællesskab, medfølelse og menneskelig værdighed. Ubuntu er ikke begrænset til en bestemt etnisk gruppe, men er en fælles værdi, der findes i forskellige afrikanske samfund.

## Afrikansk etno-filosofi og nationalistisk ideologisk filosofi
Den afrikanske etno-filosofi er en moderne filosofisk retning, der fokuserer på det særlige ved den afrikanske kultur. På den måde kan drn forstås som en antikolonialistisk filosofi. Filosoffen Placide Tempels er en vigtig repræsentant for denne tilgang og han er inspireret af ubuntu-filosofien.

## Afrikansk visdomsfilosofi
Den afrikanske visdomsfilosofi er en særlig variant at etno-filosofien. Den antager, at visse vise mennesker er i særlig stand til at underbygge kulturens sammenhængskraft.

## Andre vigtige afrikanske filosoffer
- Plotin
- Mohammed Arkoun
- Zera Jakob
- Malek Bennabi
- Anton Wilhelm Amo
- Joseph Omoregbe
- John McDowell
- Placide Tempels
- Jacques Derrida
- Louis Althusser